# Maurice Clavel (Schriftsteller)
Maurice Clavel (* 10. November 1920 in Frontignan; † 23. Mai 1979 in Asquins) war ein französischer Schriftsteller, Journalist und Philosoph.

## Leben und Werk
Maurice Clavel war der Sohn eines Apothekers. 1938 wurde er Student der École normale supérieure. 1942 bestand er im Fach Philosophie die Agrégation als Viertbester seines Jahrgangs. Gleichzeitig trat er in die Résistance ein und kommandierte die Widerstandsgruppe des Départements Eure-et-Loir. Nach dem Krieg heiratete er die Schauspielerin Silvia Montfort (1923–1991) und begeisterte sich für das Theater. Er gründete zusammen mit Jean Vilar das Festival von Avignon, schrieb zahlreiche Theaterstücke und übersetzte Ugo Betti aus dem Italienischen.
1955 begann er eine Karriere als Journalist, zuerst in der Zeitung Combat, dann im Nouvel Observateur. Die Unangepasstheit seines leidenschaftlichen Engagements verschaffte ihm in der Öffentlichkeit hohe Aufmerksamkeit. Von 1957 bis 1972 veröffentlichte er 6 Romane und erhielt 1972 den Prix Médicis. Ab 1970 erschienen Essays, in denen er sich als schulenunabhängiger Philosoph und streitbarer Reformkatholik zeigte, nachdem er 1965 zum katholischen Glauben zurückgekehrt war. 1973 gehörte er zu den Gründern der Tageszeitung Libération.

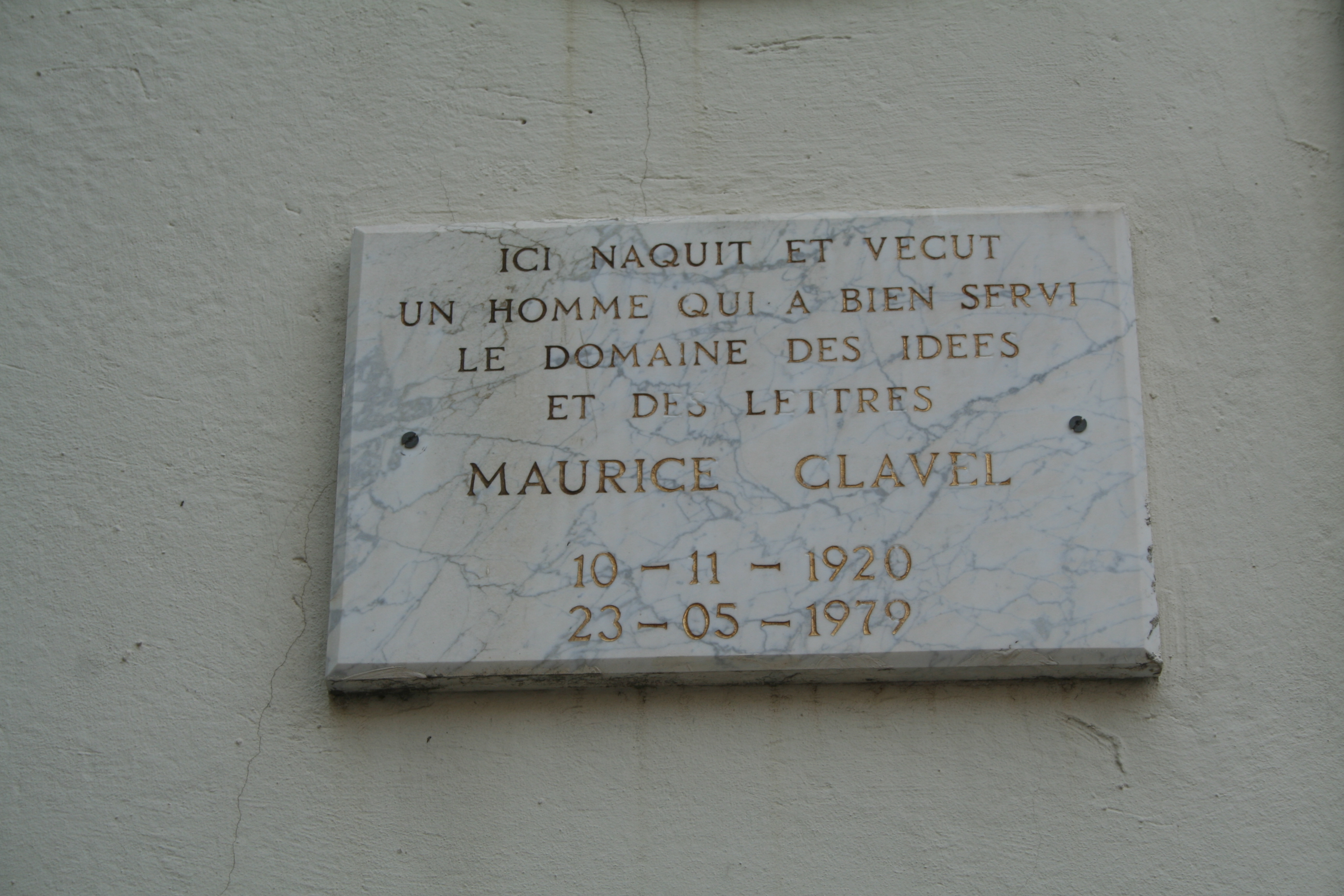
Erinnerungstafel in Frontignan

Er starb im Alter von 58 Jahren an einem Herzinfarkt. Nach dem Zeugnis von Jérôme Garcin wurde er vor allem für sein durchgehendes Rebellentum bewundert («Clavel l’insoumis»).

## Werke (Auswahl)

### Theater
Les Incendiaires, 1946. La Terrasse de midi, 1948. Maguelone, 1950. Canduela, 1953. Balmaseda, 1954. Les Albigeois, 1955. La Grande Pitié. Mystère de la réhabilitation de Jeanne d’Arc, 1956. Saint Euloge de Cordoue et les Albigeois, 1965.

### Romane
- Une fille pour l’été. Julliard, Paris 1957.
- Le jardin de Djemila. Julliard, Paris 1958.
- Le temps de Chartres. Julliard, Paris 1960.
- La Pourpre de Judée ou les Délices du genre humain. Christian Bourgois, Paris 1967.
- La perte et le fracas ou les murailles du monde. Flammarion, Paris 1971. (Mai 1968 in Frankreich)
- Le Tiers des étoiles ou On ne sait pas quel ange. Grasset, Paris 1972. (Prix Médicis)

### Journalismus
- Combat de franc-tireur pour une libération. Pauvert, Paris 1968.
- Combat. De la Résistance à la révolution juillet 1968-juin 1970. Flammarion, Paris 1972.
- Les Paroissiens de Palente. Grasset, Paris 1974. (Affäre Lip)
- (mit Philippe Sollers) Délivrance. Entretiens recueillis par Jacques Paugam dans le cadre de son émission "Parti pris" sur France-Culture. Seuil, Paris 1977.
- La Suite appartient à d’autres. Stock, Paris 1979. (Vorwort von Jean Daniel)

### Philosophie und Religion
- Qui est aliéné ? Critique et métaphysique sociale de l’Occident. Flammarion, Paris 1970, 1979.
- Ce que je crois. Grasset, Paris 1975.
- Dieu est Dieu, nom de Dieu ! Grasset, Paris 1976.
- Nous l’avons tous tué ou Ce Juif de Socrate ! Seuil, Paris 1977.
- Deux siècles chez Lucifer. Seuil, Paris 1978.
  - (italienisch) Da Kant a Nietzsche. Il senso religioso della filosofia contemporanea. Hrsg. Paolo Nepi. Città nuova, Rom 1982.
- «Critique» de Kant. Flammarion, Paris 1980.

### Zeitgeschichte
- Dernière saison. Denoël, Paris 1945. (autobiographisch über die Résistance)